# Abaga (ułus amgiński)
Abaga (ros. Абага) – wieś w Rosji, w Jakucji, w ułusie amgińskim. W 2021 liczyła 1185 mieszkańców.